# Portalet de la Pomalla
El Portalet de la Pomalla era un dels quatre portals menors que hi havia a la muralla que envoltava la vila de Cardona.
Junt als quatre portals majors Portal de Graells, Portal de Barcelona, Portal de Sant Miquel i Portal de Fluges existien a la muralla de Cardona quatre portals de menors dimensions (també anomenats portalets o portelles) per permetre la comunicació amb indrets propers de la vila. Aquests portals menors foren el Portal de Fontcalda, el Portalet de la Pomalla, el Portalet del Vall i el Portalet de la Fira.
Degut al seu caràcter secundari respecte als portals majors aquests portalets han estat objecte d'obertures, tancaments i reformes en general que han alterat la seva morfologia, en alguns casos fent-los desaparèixer completament.

## Descripció
El portal de la Pomalla estava situat a l'est de la vila, donava sortida al camí que menava fins a la font de la Pomalla (actualment Toll del Dr. Cots, a tocar de la Bòfia de la Pinsota).
La primera referència escrita que s'ha trobat d'aquesta portella data del 1461.
Fou enderrocat l'any 1929 junt un tram de muralla adjacent arran de les obres per l'obertura del vial de circumval·lació de la vila.